# Marc’Antonio Zondadari
Marc’Antonio Zondadari (auch Marcantonio, * 26. November 1658 in Siena; † 16. Juni 1722 in Valletta) war der 65. Großmeister des Malteserordens.

## Leben
Marc’Antonio Zondadaris Mutter, Agnese Chigi, war eine Nichte Papst Alexanders VIII. Sein Vater war der Marchese Ansano Zondadari, seine Brüder waren der Kardinal Antonio Felice Zondadari und der Erzbischof von Siena, Alessandro Zondadari.
Er wurde an einem Adelskolleg in Parma erzogen, von dort ging er nach Neapel. Nachdem er seit 1682 in der Marine des Malteserordens gedient hatte, unter anderem als Kommandeur einer Galeere und als General der Galeeren des Malteserordens, wurde er im Jahr 1701 oberster Kammerherr und enger Vertrauter des Großmeisters Ramon Perellos y Roccaful. So konnte er die Flotte des Ordens in einen Zustand bringen, der zwar nicht großartig, aber zumindest respektabel war, und unterbreitete dem Großmeister hierzu einen Vorschlag zur Regelung der Finanzen des Ordens. 1712 wurde er Botschafter bei Papst Clemens XI., der ihm besondere Wertschätzung entgegenbrachte.
Nach dem Tod des Großmeisters Ramon Perellos y Roccaful am 13. oder 14. Januar 1720 wurde Marc’Antonio Zondadari zu dessen Nachfolger gewählt. Obwohl seine Regierungszeit nur bis zu seinem Tod im Jahr 1722 dauerte, war er aufgrund seiner Anordnungen bei den Bewohnern von Malta beliebt. Er stärkte die lange vernachlässigte Disziplin des Ordens, ließ die Befestigungen der Insel instand setzen und ordnete die tägliche Verteilung von Almosen an. Zudem erreichte er beim Papst ein Breve, das vorschrieb, dass jeder Ritter, der mehr als 300 Pfund an Einkünften hatte, einen Mann zur Sicherung der Insel abstellen musste.
Sein Leichnam wurde in einem Grabmal von Massimiliano Soldani Benzi (1658–1740) in der St.-Johannes-Kathedrale in Valletta beigesetzt, während sein Herz in seine Geburtsstadt Siena verbracht wurde. Das Grabmal ist ein barockes Kunstwerk in Marmor und Bronze und zeigt den Großmeister liegend. Dies ist das einzige Grabmal im Kirchenschiff, da es nicht in die Kapelle der italienischen Zunge des Ordens passte.

## Werke
- Breve e particolare istruzione del sacro ordine militare degli Ospitalari, detto oggidì volgarmente di Malta, e della diversa qualità di persone, e di gradi che lo compongono. Rom 1719, Paris 1721, Padua 1724.